# Michèle Bariset
Michèle Bariset, née le 29 décembre 1958 à Brumath et morte le 27 septembre 2017 en Allemagne, est une footballeuse française évoluant au poste d'attaquante.

## Carrière

### Carrière en club
Michèle Bariset joue de 1973 à 1975 au SC Notre-Dame de Strasbourg. Elle évolue ensuite une saison au Stade de Reims où elle remporte le Championnat de France 1975-1976.

### Carrière en sélection
Michèle Bariset compte 5 sélections en équipe de France entre 1973 et 1976, marquant un but en amical contre la Suisse le 8 septembre 1974 (défaite 1-3). 
Elle reçoit sa première sélection en équipe nationale le 10 octobre 1973, en amical contre l'Irlande (victoire 4-0). Elle joue son dernier match le 30 mai 1976, en amical contre la Belgique (défaite 1-2).